# Gersthofen
Gersthofen är en stad  i Landkreis Augsburg i Regierungsbezirk Schwaben i förbundslandet Bayern i Tyskland.